# David Oliver
David Oliver (* 24. dubna 1982, Orlando, Florida, USA) je bývalý americký atlet, který získal na Letních olympijských hrách 2008 v Pekingu bronzovou medaili v závodě na 110 metrů překážek.
V roce 2008 se kvalifikoval na halové mistrovství světa ve Valencii, kde prošel do semifinále. V něm zaběhl čas 7,65 s, což k postupu do finále nestačilo. V témže roce zvítězil na světovém atletickém finále ve Stuttgartu. Bronzovou medaili v běhu na 60 metrů překážek vybojoval v roce 2010 na halovém MS v katarském Dauhá, kde byli rychlejší jen Terrence Trammell a Dayron Robles.
Dne 27. června 2010 na americkém šampionátu v Des Moines zaběhl stodesítku s překážkami v čase 12,93 s a na šest setin se přiblížil světovému rekordu Dayrona Roblese.
Sportovní kariéru ukončil v září 2017.

## Osobní rekordy
- 60 m přek. (hala) – 7,37 s – 5. únor 2011, Stuttgart
- 110 m přek. (dráha) – 12,89 s – 16. červenec 2010, Paříž – NR